# TSPAN3
TSPAN3‏ (Tetraspanin 3) هوَ بروتين يُشَفر بواسطة جين TSPAN3 في الإنسان.